# Низьва
Низьва — река в России, протекает в Чердынском районе Пермского края. Устье реки находится в 51 км по левому берегу реки Колва. Длина реки составляет 71 км, площадь водосборного бассейна — 590 км².
Исток реки в западной части Северного Урала на юго-западных склонах горы Низьва (533 НУМ) в 23 км к северо-востоку от посёлка Ныроб. В верхнем и среднем течении течёт на юго-запад, пересекая хребет Полюдов кряж. В нижнем течении выходит на равнину и поворачивает на запад. В низовьях сильно петляет, образует затоны и старицы. Всё течение проходит по ненаселённому лесу. Впадает в Колву ниже села Бигичи (Вильгортское сельское поселение).

## Притоки (км от устья)
- ручей Кырмашор (пр)
- 33 км: река Соплес (лв)
- 37 км: река Байдач (лв)
- 46 км: река Вырья (пр)

## Данные водного реестра
По данным государственного водного реестра России относится к Камскому бассейновому округу, водохозяйственный участок реки — Кама от водомерного поста у села Бондюг до города Березники, речной подбассейн реки — бассейны притоков Камы до впадения Белой. Речной бассейн реки — Кама.
По данным геоинформационной системы водохозяйственного районирования территории РФ, подготовленной Федеральным агентством водных ресурсов:
- Код водного объекта в государственном водном реестре — 10010100212111100006604
- Код по гидрологической изученности (ГИ) — 111100660
- Код бассейна — 10.01.01.002
- Номер тома по ГИ — 11
- Выпуск по ГИ — 1